# Пакистанска рупија
Пакистанска рупија (урду: پاکستانی روپیہ) је званична валута у Пакистану. Рупију издаје Државна банка Пакистана. У 2009. години инфлација је износила 14,8%.
Симбол за рупију је ₨, међународна ознака PKR, а шифра валуте 586. 1 рупија се састоји из 100 паиси.
Постоје новчанице у износима 5, 10, 20, 50, 100, 500, 1000 и 5000 рупија и кованице 1, 2 и 5 рупија. На свим новчаницама се налази лик Мохамеда Али Џине.